# Springfield Falcons

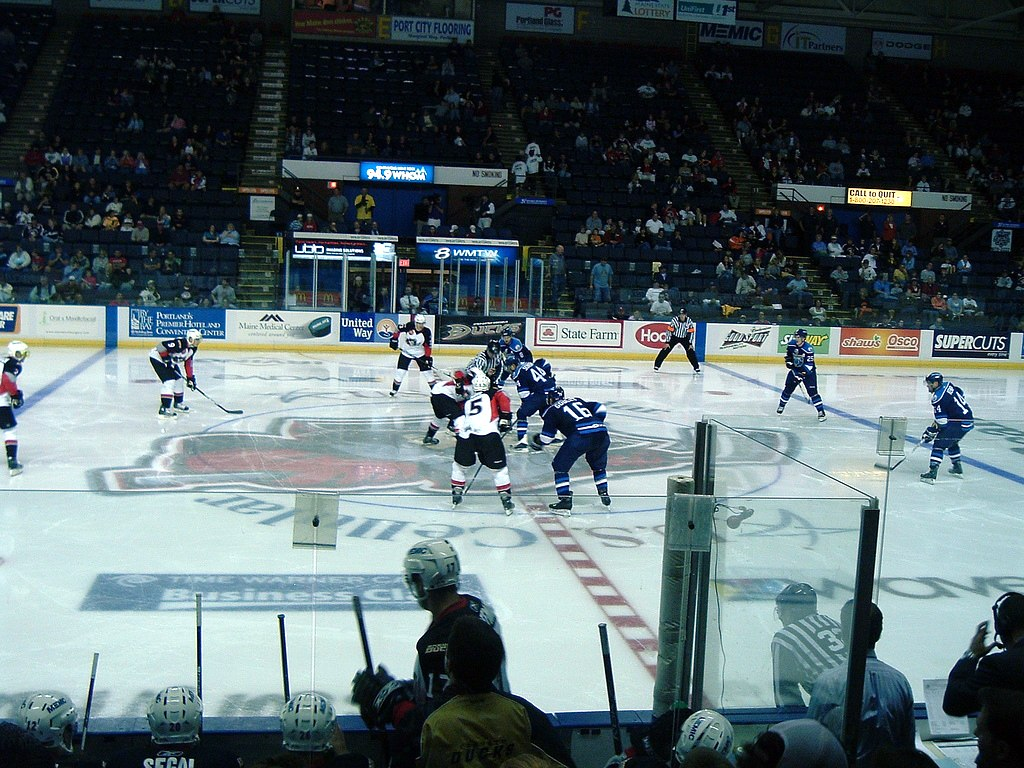
Vhazování v utkání Falcons s Portland Pirates

Springfield Falcons byl profesionální americký klub ledního hokeje, který sídlil ve Springfieldu ve státě Massachusetts. Své domácí zápasy hráli "Sokoli" v tamní aréně MassMutual Center. Klub byl založen v roce 1994, kdy se tradiční Springfield Indians, kteří v AHL působili od založení soutěže, přesunuli do Worcesteru, kde působili jako Worcester IceCats. Ve městě Springfield má sídlo ligové vedení a po celou dobu existence má město v lize svého zástupce.
Klub byl záložním mužstvem klubů NHL Hartford Whalers, Winnipeg Jets, Phoenix Coyotes, Edmonton Oilers, Columbus Blue Jackets a Arizona Coyotes. Tým třikrát vyhrál svoji divizi, v play off pak došel nejdále do finále konference v roce 1997, kdy prohrál s Hershey Bears 3:4 na zápasy.
V roce 2016 byl celek nahrazen mužstvem Tucson Roadrunners. V aréně Falcons nahradil další nově vzniklý klub Springfield Thunderbirds.

## Vyřazená čísla
- 2 (Eddie Shore)
- 23 (Rob Murray)

## Úspěchy klubu
- Vítěz divize - 4x (1995/96, 1997/98, 2012/13, 2013/14)

## Výsledky

### Základní část
Zdroj: 
| Sezona  | Zápasy | Výhry | Prohry | Remízy | Prohry(pr.) | Prohry(s.n.) | Body | Góly vstřelené | Góly inkasované | Umístění v divizi   |
| ------- | ------ | ----- | ------ | ------ | ----------- | ------------ | ---- | -------------- | --------------- | ------------------- |
| 1994/95 | 80     | 31    | 37     | 12     | —           | —            | 74   | 269            | 289             | 5. v Severní        |
| 1995/96 | 80     | 42    | 22     | 11     | 5           | —            | 100  | 272            | 215             | 1. v Severní        |
| 1996/97 | 80     | 41    | 25     | 12     | 2           | —            | 96   | 268            | 229             | 2. v New England    |
| 1997/98 | 80     | 45    | 26     | 7      | 2           | —            | 99   | 278            | 248             | 1. v New England    |
| 1998/99 | 80     | 35    | 35     | 9      | 1           | —            | 80   | 245            | 232             | 3. v New England    |
| 1999/00 | 80     | 33    | 35     | 11     | 1           | —            | 78   | 272            | 252             | 4. v New England    |
| 2000/01 | 80     | 29    | 37     | 8      | 6           | —            | 72   | 253            | 280             | 6. v New England    |
| 2001/02 | 80     | 35    | 41     | 2      | 2           | —            | 74   | 213            | 237             | 5. v Severní        |
| 2002/03 | 80     | 34    | 38     | 7      | 1           | —            | 76   | 202            | 243             | 4. ve Východní      |
| 2003/04 | 80     | 26    | 43     | 9      | 2           | —            | 63   | 179            | 234             | 7. v Atlantické     |
| 2004/05 | 80     | 24    | 47     | —      | 3           | 6            | 57   | 161            | 255             | 7. v Atlantické     |
| 2005/06 | 80     | 28    | 43     | —      | 3           | 6            | 65   | 220            | 312             | 6. v Atlantické     |
| 2006/07 | 80     | 28    | 49     | —      | 1           | 2            | 59   | 181            | 268             | 7. v Atlantické     |
| 2007/08 | 80     | 35    | 35     | —      | 5           | 5            | 80   | 214            | 257             | 5. v Atlantické     |
| 2008/09 | 80     | 24    | 44     | —      | 8           | 4            | 60   | 188            | 258             | 7. v Atlantické     |
| 2009/10 | 80     | 25    | 39     | —      | 12          | 4            | 66   | 207            | 296             | 8. v Atlantické     |
| 2010/11 | 80     | 35    | 40     | —      | 2           | 3            | 75   | 232            | 253             | 6. v Atlantické     |
| 2011/12 | 76     | 36    | 34     | —      | 3           | 3            | 78   | 217            | 231             | 4. v Severovýchodní |
| 2012/13 | 76     | 45    | 22     | —      | 5           | 4            | 99   | 235            | 186             | 1. v Severovýchodní |
| 2013/14 | 76     | 47    | 23     | —      | 1           | 5            | 100  | 247            | 212             | 1. v Severovýchodní |
| 2014/15 | 76     | 38    | 28     | —      | 8           | 2            | 86   | 192            | 209             | 3. v Severovýchodní |
| 2015/16 | 76     | 26    | 42     | —      | 3           | 5            | 60   | 194            | 265             | 7. v Atlantické     |

### Play-off
Zdroj: 
| Sezona  | předkolo                   | 1. kolo                    | 2. kolo                    | Finále konference          | Finále Calder Cupu         |
| ------- | -------------------------- | -------------------------- | -------------------------- | -------------------------- | -------------------------- |
| 1994/95 | mužstvo se nekvalifikovalo | mužstvo se nekvalifikovalo | mužstvo se nekvalifikovalo | mužstvo se nekvalifikovalo | mužstvo se nekvalifikovalo |
| 1995/96 | —                          | postup, 3–1, Providence    | porážka, 2–4, Portland     | —                          | —                          |
| 1996/97 | —                          | postup, 3–2, Portland      | postup, 4–1, Providence    | porážka, 3–4, Hershey      | —                          |
| 1997/98 | —                          | porážka, 1–3, Worcester    | —                          | —                          | —                          |
| 1998/99 | —                          | porážka, 0–3, Hartford     | —                          | —                          | —                          |
| 1999/00 | —                          | porážka, 2–3, Hartford     | —                          | —                          | —                          |
| 2000/01 | mužstvo se nekvalifikovalo | mužstvo se nekvalifikovalo | mužstvo se nekvalifikovalo | mužstvo se nekvalifikovalo | mužstvo se nekvalifikovalo |
| 2001/02 | mužstvo se nekvalifikovalo | mužstvo se nekvalifikovalo | mužstvo se nekvalifikovalo | mužstvo se nekvalifikovalo | mužstvo se nekvalifikovalo |
| 2002/03 | postup, 2–0, Hartford      | porážka, 1–3, Hamilton     | —                          | —                          | —                          |
| 2003/04 | mužstvo se nekvalifikovalo | mužstvo se nekvalifikovalo | mužstvo se nekvalifikovalo | mužstvo se nekvalifikovalo | mužstvo se nekvalifikovalo |
| 2004/05 | mužstvo se nekvalifikovalo | mužstvo se nekvalifikovalo | mužstvo se nekvalifikovalo | mužstvo se nekvalifikovalo | mužstvo se nekvalifikovalo |
| 2005/06 | mužstvo se nekvalifikovalo | mužstvo se nekvalifikovalo | mužstvo se nekvalifikovalo | mužstvo se nekvalifikovalo | mužstvo se nekvalifikovalo |
| 2006/07 | mužstvo se nekvalifikovalo | mužstvo se nekvalifikovalo | mužstvo se nekvalifikovalo | mužstvo se nekvalifikovalo | mužstvo se nekvalifikovalo |
| 2007/08 | mužstvo se nekvalifikovalo | mužstvo se nekvalifikovalo | mužstvo se nekvalifikovalo | mužstvo se nekvalifikovalo | mužstvo se nekvalifikovalo |
| 2008/09 | mužstvo se nekvalifikovalo | mužstvo se nekvalifikovalo | mužstvo se nekvalifikovalo | mužstvo se nekvalifikovalo | mužstvo se nekvalifikovalo |
| 2009/10 | mužstvo se nekvalifikovalo | mužstvo se nekvalifikovalo | mužstvo se nekvalifikovalo | mužstvo se nekvalifikovalo | mužstvo se nekvalifikovalo |
| 2010/11 | mužstvo se nekvalifikovalo | mužstvo se nekvalifikovalo | mužstvo se nekvalifikovalo | mužstvo se nekvalifikovalo | mužstvo se nekvalifikovalo |
| 2011/12 | mužstvo se nekvalifikovalo | mužstvo se nekvalifikovalo | mužstvo se nekvalifikovalo | mužstvo se nekvalifikovalo | mužstvo se nekvalifikovalo |
| 2012/13 | —                          | postup, 3–1, Manchester    | porážka, 0–4, Syracuse     | —                          | —                          |
| 2013/14 | —                          | porážka, 2–3, Providence   | —                          | —                          | —                          |
| 2014/15 | mužstvo se nekvalifikovalo | mužstvo se nekvalifikovalo | mužstvo se nekvalifikovalo | mužstvo se nekvalifikovalo | mužstvo se nekvalifikovalo |
| 2015/16 | mužstvo se nekvalifikovalo | mužstvo se nekvalifikovalo | mužstvo se nekvalifikovalo | mužstvo se nekvalifikovalo | mužstvo se nekvalifikovalo |

## Klubové rekordy

### Za sezonu
Góly: 39, John LeBlanc (1994/95)
Asistence: 65, Jean-Guy Trudel (2000/01)
Body: 99, Jean-Guy Trudel (2000/01)
Trestné minuty: 373, Rob Murray (1994/95)
Průměr obdržených branek: 2.01, Anton Forsberg (2014/15)
Procento úspěšnosti zákroků: .927, Anton Forsberg (2014/15)
Čistá konta: 9, Curtis McElhinney (2012/13)

### Celkové
Góly: 94, Ryan Craig
Asistence: 157, Rob Murray
Body: 242, Jean-Guy Trudel
Trestné minuty: 1529, Rob Murray
Čistá konta: 9, Curtis McElhinney
Vychytaná vítězství: 77, Manny Legace
Odehrané zápasy: 501, Rob Murray